# Thiago Ribeiro
Thiago Ribeiro Cardoso (Pontes Gestal, 24 de fevereiro de 1986) é um futebolista brasileiro que atua como atacante. Atualmente defende o Rio Branco-SP.

## Carreira

### Início
Chegou ao sub-15 do Rio Branco de Americana em 2001, clube no qual se profissionalizou em 2004 e logo em suas primeiras partidas se destacou. Olheiros gostaram do garoto e ele foi levado pelo Bordeaux, da França, por empréstimo.
Não aproveitado no clube francês, foi negociado com o São Paulo em 2005, logo após a conquista da Copa Libertadores da América pelo clube paulista.

### São Paulo
Thiago não desperdiçou as oportunidades que teve em sua primeira temporada pelo São Paulo e chegou a marcar três gols em um só jogo, diante do Figueirense, pelo Brasileirão. Ainda em 2005, esteve no elenco do São Paulo que faturou o Mundial de Clubes da FIFA.
Em 2006, chegou a ser titular durante o primeiro semestre do ano, sendo artilheiro do time no Campeonato Paulista, com 12 gols. No entanto, uma lesão antes do início da Copa do Mundo fez com que Thiago não repetisse mais as atuações nem os gols que lhe consagraram durante o primeiro semestre, fazendo com que o jogador virasse reserva novamente. Nesse mesmo ano, sagrou-se campeão brasileiro, onde atuou em 28 jogos e marcou três gols, sendo um dos atacantes reservas que mais atuaram na campanha do tetra.
Em 2007, após algumas partidas pelo São Paulo, transferiu-se para o Al-Rayyan, do Catar, por empréstimo do Rentistas do Uruguai ainda no início do ano. Pelo Al-Rayyan, Thiago marcou 19 gols em 76 partidas.

### Cruzeiro
No segundo semestre do ano de 2008, voltou ao Brasil para jogar no Cruzeiro, onde estreou com gol numa vitória por 4–3 contra o Figueirense, em Santa Catarina. Apesar da boa estreia, posteriormente não conseguiu balançar as redes e foi muito criticado pela torcida.
Em 2009 Thiago firmou-se como titular no ataque da equipe cruzeirense, tomando o lugar que era de Wellington Paulista ao lado de Kléber. Apesar de não ter marcado muitos gols, o jogador foi fundamental na campanha do vice-campeonato da Libertadores e na reação na reta final do Campeonato Brasileiro, o que garantiu ao Cruzeiro uma nova participação no maior torneio do continente.
No ano de 2010, recebeu o prêmio de artilheiro da Copa Libertadores da América, com oito gols marcados, tendo ajudado sua equipe a chegar até as quartas de final. Nos confrontos contra o Nacional, pelas oitavas de final, Thiago Ribeiro chegou a marcar um hat-trick na ida (vitória por 3–1) e ainda marcou um na volta (vitória por 3–0). Também foi muito importante no vice-campeonato brasileiro daquele ano.
Já na temporada 2011, chegou a perder a vaga de titular para o jovem Wallyson, mas se recuperou e brilhou ao lado do mesmo Wallyson. Ambos tiveram boas atuações no primeiro semestre arrasador do Cabuloso, com o título mineiro e a melhor campanha na fase de grupos na Libertadores.
Thiago Ribeiro deixou o Cruzeiro após quatro anos, onde fez 49 gols em 141 jogos, tendo sido bicampeão mineiro (2009 e 2011) e campeão do Torneio de Verão do Uruguai (2009) pela Raposa, onde também foi vice-campeão da Libertadores, em 2009.

### Cagliari
Em agosto de 2011, o jogador foi negociado pelo clube mineiro para ir jogar no Cagliari, da Itália. Sua estreia pela nova equipe foi no dia 11 de setembro, em jogo contra a Roma, válido pela Serie A, onde o Cagliari venceu por 2–1. O primeiro gol vestindo a camisa do clube aconteceu na vitória por 2–1 sobre o Novara, em partida válida pela terceira rodada do Campeonato Italiano.
No dia 2 de julho de 2012, o Cagliari comprou Thiago Ribeiro por quatro milhões de euros para tê-lo em definitivo.

### Santos
Acertou seu retorno ao Brasil no ano de 2013, sendo anunciado como reforço do Santos no dia 19 de julho, assinando contrato por cinco anos. Após um início irregular no Peixe, Thiago disse que aquele semestre serviu como readaptação ao futebol brasileiro. Segundo o atacante, em 2014, "tenho tudo para melhorar ainda mais e aumentar o número de gols".
Na última rodada do Brasileiro de 2014, seu gol contra o Vitória, o único da partida, contribuiu para salvar o Palmeiras, que havia empatado contra o Atlético Paranaense (em jogo encerrado antes), do rebaixamento, embora um empate no Barradão já fosse o suficiente para o alviverde não sofrer descenso. O tento, marcado aos 49 minutos do segundo tempo, foi bastante comemorado no Allianz Parque, o que repercutiu nas redes sociais.

#### Empréstimo ao Atlético Mineiro
No dia 8 de abril de 2015, foi confirmada a contratação de Thiago Ribeiro pelo Atlético Mineiro, emprestado pelo Santos até junho de 2016. Apesar de ter sido especulada a inclusão de jogadores do clube mineiro na negociação, o Santos não recebeu nenhum jogador em troca.
Logo em sua terceira partida pelo novo clube, Thiago entrou em campo no intervalo da partida decisiva do Campeonato Mineiro, e marcou seu primeiro gol com a camisa alvinegra. O gol abriu caminho para vitória por 2–1 sobre a Caldense, que garantiu o título ao Galo.
Thiago Ribeiro encerrou sua passagem pelo Atlético em março de 2016, tendo marcado 10 gols em 43 partidas disputadas. Com a camisa alvinegra, foi campeão mineiro (2015) e campeão da Florida Cup (2016).

#### Empréstimo ao Bahia
Foi anunciado como novo atacante do Bahia no dia 16 de março de 2016, emprestado pelo Santos até o final do ano. Realizou sua estreia no dia 27 de março, sendo titular numa vitória por 2–1 contra o Bahia de Feira, em jogo válido pelo Campeonato Baiano.
Em outubro, por conta das más atuações e da reivindicação da torcida, Thiago Ribeiro foi afastado pela comissão técnica do Tricolor. O atacante, que ainda contrato com o Santos, não conseguiu se firmar no Bahia e passou a treinar em separado do elenco. Após isso, Thiago deixou o clube com apenas dois gols marcados em 23 jogos, sendo 12 na Série B.

#### Retorno ao Santos

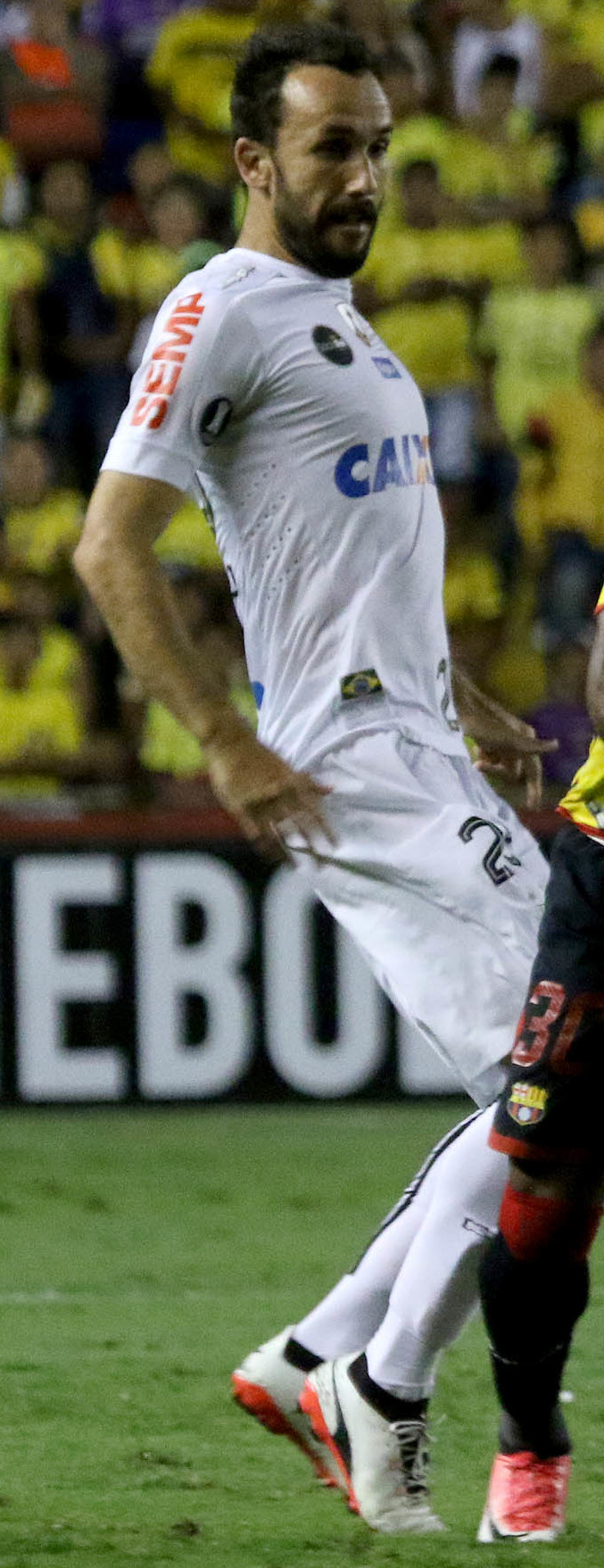
Thiago Ribeiro atuando pelo Santos em 2017

Em janeiro de 2017, o jogador retornou ao Santos.

### Londrina
Após ficar nove meses sem atuar por nenhum clube, Thiago Ribeiro acertou sua transferência para o Londrina em maio de 2018.

### Guarani
Ainda em 2018, no final de dezembro, assinou um contrato de produtividade com o Guarani para a temporada 2019.
O jogador deixou o Bugre após o fim do Campeonato Paulista, onde fez dois gols em 12 jogos.

### Bragantino
Em 20 de abril de 2019, o Bragantino anunciou a contratação de Thiago Ribeiro para chegar ao acesso na Série B do Campeonato Brasileiro.

### Novorizontino
Thiago Ribeiro acertou com o Novorizontino em dezembro de 2019, chegando como reforço para a disputa do Campeonato Paulista.

### Chapecoense
Em setembro de 2020, assinou contrato com a Chapecoense para a disputa da Série B do Brasileirão.
No dia 30 de outubro, a Chape anunciou que Thiago Ribeiro sofreu uma ruptura do ligamento cruzado anterior do joelho durante um treino. O jogador só voltou a ficar a disposição cinco meses após a cirurgia.

### Democrata
Foi anunciado como reforço do Democrata na tarde de 11 de janeiro de 2023, chegando como reforço para a disputa do Campeonato Mineiro.
Com a camisa do time de Sete Lagoas, Thiago tornou-se um reserva de luxo — em sete partidas disputadas, o atacante foi titular somente uma vez, na 2ª rodada do Campeonato Mineiro, diante do Pouso Alegre.
No dia 4 de março, o Democrata anunciou a dispensa de quatro jogadores do elenco, dentre eles Thiago Ribeiro.

### Catanduva
Em outubro de 2023, foi anunciado como reforço do Catanduva para a disputa da Série A3 do Campeonato Paulista de 2024.

### Patrocinense
Em março de 2024, acertou com o Patrocinense para a disputa da Série D do Campeonato Brasileiro. No total pelo clube, o atacante participou de 11 jogos e deu uma assistência.

### Nova Mutum
No início de 2025, acertou com o Nova Mutum, para a disputa do Campeonato Mato-Grossense. Pelo clube, marcou dois gols em 10 jogos.

### Retorno ao Rio Branco-SP
Em março de 2025, retornou ao Rio Branco-SP, clube onde foi revelado, para a disputa da fase decisiva da Série A3 do Paulista. Estreou entrado no segundo tempo do jogo de ida das quartas-de-finais contra o Desportivo Brasil, que terminou em empate por 0–0. No jogo de volta, estreou como titular e  fez um gol e uma assistência na vitória por 3–1 que classificou o Tigre às semifinais.

## Vida pessoal
No fim de 2014, quando se firmava no Santos após passagem pelo Cagliari da Itália, Thiago Ribeiro ficou frente a frente com o seu maior adversário. Após uma consulta comum com a psicóloga do clube, descobriu que estava com depressão.
A queda de rendimento, a perda dos reflexos, da velocidade, da explosão muscular e, principalmente, da competitividade, foram os fatores que levaram o departamento médico do clube a diagnosticar o jogador com um problema que atrapalharia sua carreira nos anos seguintes.
| “                | Passei por problemas sérios, complicados nesses últimos anos que me atrapalharam bastante. Foram mais ou menos três anos lutando contra essa situação, contra os reflexos que isso causou e não é fácil. Não consegui render o que eu posso render, e a gente sabe que futebol é resultado e rendimento. Esses problemas que eu passei me afetaram muito na questão profissional. Perdi resistência, porque sempre fui um jogador que quando voltava das férias sempre estive entre os melhores em resistência, agilidade, em velocidade, ou seja, quando eu comecei a passar por esses problemas eu perdi resistência, agilidade, velocidade, ou seja, me afetaram muito. Me atrapalharam muito psicologicamente porque eu não estava conseguindo render o que eu posso. Hoje, graças a Deus, sinto que estou totalmente recuperado, não sinto mais nenhum tipo de problema em falar sobre isso, falo disso abertamente, não é uma coisa que me incomoda, que eu fiquei traumatizado e que evito falar. | ” |
| — Thiago Ribeiro | |   |

## Estatísticas

### Clubes
| Clube                | Temporada         | Campeonato nacional | Campeonato nacional | Copa nacional | Copa nacional | Competições continentais¹ | Competições continentais¹ | Outros torneios² | Outros torneios² | Total | Total |
| Clube                | Temporada         | Jogos               | Gols                | Jogos         | Gols          | Jogos                     | Gols                      | Jogos            | Gols             | Jogos | Gols  |
| -------------------- | ----------------- | ------------------- | ------------------- | ------------- | ------------- | ------------------------- | ------------------------- | ---------------- | ---------------- | ----- | ----- |
| São Paulo            |                   |                     |                     |               |               |                           |                           |                  |                  |       |       |
| 2005                 | 11                | 4                   | -                   | -             | 1             | 0                         | -                         | -                | 38               | 8     |       |
| 2006                 | 29                | 3                   | -                   | -             | 0             | 0                         | -                         | -                | 30               | 2     |       |
| Total                | 40                | 7                   | -                   | -             | 1             | 0                         | -                         | -                | 41               | 10    |       |
| Cruzeiro             |                   |                     |                     |               |               |                           |                           |                  |                  |       |       |
| 2008                 | 13                | 3                   | —                   | —             | -             | -                         | -                         | -                | 13               | 3     |       |
| 2009                 | 30                | 8                   | -                   | -             | 9             | 1                         | 6                         | 0                | 45               | 9     |       |
| 2010                 | 35                | 8                   | —                   | —             | 12            | 8                         | 10                        | 5                | 57               | 21    |       |
| 2011                 | 7                 | 1                   | —                   | —             | 6             | 4                         | 12                        | 8                | 25               | 13    |       |
| Total                | 85                | 20                  | -                   | -             | 27            | 13                        | 28                        | 12               | 140              | 46    |       |
| Cagliari             |                   |                     |                     |               |               |                           |                           |                  |                  |       |       |
| 2011–12              | 35                | 5                   | 3                   | 3             | -             | -                         | -                         | -                | 38               | 8     |       |
| 2012–13              | 29                | 2                   | 1                   | 0             | —             | —                         | -                         | -                | 30               | 2     |       |
| Total                | 64                | 7                   | 4                   | 3             | -             | -                         | -                         | -                | 68               | 10    |       |
| Santos               |                   |                     |                     |               |               |                           |                           |                  |                  |       |       |
| 2013                 | 24                | 7                   | 2                   | 0             | —             | —                         | -                         | -                | 26               | 7     |       |
| 2014                 | 21                | 4                   | 3                   | 1             | —             | —                         | 18                        | 6                | 42               | 11    |       |
| 2015                 | 0                 | 0                   | 1                   | 0             | —             | —                         | 9                         | 2                | 10               | 2     |       |
| 2017                 | 10                | 0                   | 2                   | 0             | 3             | 0                         | 7                         | 2                | 22               | 2     |       |
| Total                | 55                | 11                  | 8                   | 1             | 3             | 0                         | 34                        | 10               | 100              | 22    |       |
| Atlético Mineiro     |                   |                     |                     |               |               |                           |                           |                  |                  |       |       |
| 2015                 | 33                | 9                   | —                   | —             | 2             | 0                         | 3                         | 1                | 38               | 10    |       |
| 2016                 | 0                 | 0                   | 0                   | 0             | 0             | 0                         | 3                         | 0                | 3                | 0     |       |
| Total                | 33                | 9                   | —                   | —             | 2             | 0                         | 6                         | 1                | 41               | 10    |       |
| Bahia                |                   |                     |                     |               |               |                           |                           |                  |                  |       |       |
| 2016                 | 12                | 1                   | 2                   | 0             | —             | —                         | 9                         | 1                | 23               | 2     |       |
| Total                | 12                | 1                   | 2                   | 0             | —             | —                         | 9                         | 1                | 23               | 2     |       |
| Londrina             |                   |                     |                     |               |               |                           |                           |                  |                  |       |       |
| 2018                 | 23                | 3                   | —                   | —             | —             | —                         | —                         | —                | 23               | 3     |       |
| Total                | 23                | 3                   | —                   | —             | —             | —                         | —                         | —                | 23               | 3     |       |
| Guarani              |                   |                     |                     |               |               |                           |                           |                  |                  |       |       |
| 2019                 | —                 | —                   | —                   | —             | —             | —                         | 12                        | 2                | 12               | 2     |       |
| Total                | —                 | —                   | —                   | —             | —             | —                         | 12                        | 2                | 12               | 2     |       |
| Bragantino           |                   |                     |                     |               |               |                           |                           |                  |                  |       |       |
| 2019                 | 20                | 5                   | —                   | —             | —             | —                         | —                         | —                | 20               | 5     |       |
| Total                | 20                | 5                   | —                   | —             | —             | —                         | —                         | —                | 20               | 5     |       |
| Grêmio Novorizontino |                   |                     |                     |               |               |                           |                           |                  |                  |       |       |
| 2020                 | —                 | —                   | 1                   | 1             | —             | —                         | 4                         | 0                | 5                | 1     |       |
| Total                | —                 | —                   | 1                   | 1             | —             | —                         | 4                         | 0                | 5                | 1     |       |
| Chapecoense          |                   |                     |                     |               |               |                           |                           |                  |                  |       |       |
| 2020                 | 4                 | 0                   | —                   | —             | —             | —                         | —                         | —                | 4                | 0     |       |
| Total                | 4                 | 0                   | —                   | —             | —             | —                         | —                         | —                | 4                | 0     |       |
| Total na Carreira    | Total na Carreira | 336                 | 62                  | 15            | 5             | 33                        | 13                        | 68               | 22               | 465   | 109   |

¹Em competições continentais, incluindo jogos e gols da Copa Libertadores da América e Copa Sul-Americana.
²Em outros, incluindo jogos e gols pela copas regionais, campeonatos estaduais e amistosos.

## Títulos
São Paulo
- Mundial de Clubes da FIFA: 2005
- Campeonato Brasileiro: 2006

Cruzeiro
- Campeonato Mineiro: 2009 e 2011

Santos
- Campeonato Paulista: 2015

Atlético Mineiro
- Campeonato Mineiro: 2015
- Florida Cup: 2016

Bragantino
- Campeonato Brasileiro - Série B: 2019

Chapecoense
- Campeonato Brasileiro - Série B: 2020

### Prêmios individuais
- Melhor atacante do Campeonato Paulista - Série A1: 2014
- Seleção do Campeonato Paulista - Série A1: 2014

### Artilharias
- Copa Libertadores da América: 2010 (8 gols)